# Chuck Loeb
Pour les articles homonymes, voir Loeb.
 (août 2017).
Si vous disposez d'ouvrages ou d'articles de référence ou si vous connaissez des sites web de qualité traitant du thème abordé ici, merci de compléter l'article en donnant les références utiles à sa vérifiabilité et en les liant à la section « Notes et références ».
Charles Samuel Loeb, dit Chuck Loeb, est un guitariste de jazz américain né le 7 décembre 1955 à Nyack dans l'État de New York et mort le 31 juillet 2017. 
Il s'est illustré dans de nombreux styles, même si sa carrière solo est surtout axée autour du jazz « crossover », contemporain ou smooth jazz.

## Biographie
Chuck Loeb commence à jouer de la guitare à l'âge de 11 ans, découvre le jazz à ses 16 ans, s'inspirant de Jim Hall, Pat Metheny et Joe Puma, et s'inscrit au prestigieux Berklee College of Music.
Loeb fait ses débuts de musicien à New York avec entre autres Hubert Laws, Chico Hamilton et Joe Farrell et rejoint en 1979 le groupe de Stan Getz pour deux ans. Il travaille également sur des jingles et des BO de films à la fois en tant que guitariste et compositeur. De 1985 à 1987, il est membre du groupe de jazz fusion Steps Ahead. Plus récemment, il produit des disques de Donald Harrison, Nelson Rangell, Larry Coryell, George Garzone ou encore Warren Bernhardt.
Il a également fait partie d'autres groupes tels que Petite Blonde, auquel appartenait le saxophoniste Bill Evans, le groupe Metro avec Mitchel Forman et le groupe Fantasy Band. Il a joué avec Gary Burton, Dave Samuels et de nombreux autres. Ses compositions sont devenues des standards du pop/jazz.
À partir de 2010, il joue avec le groupe Fourplay où il a remplacé le guitariste Larry Carlton.
Il meurt d'un cancer le 31 juillet 2017, à l'âge de 61 ans.

## Discographie
- 1989 : Magic Fingers (avec Andy LaVerne)
- 1990 : Life Colors
- 1991 : Balance [live]
- 1992 : Mediterranean
- 1994 : Simple Things
- 1994 : One More Once (avec Michel Camilo)
- 1996 : Memory Lane
- 1996 : The Music Inside
- 1998 : The Moon, the Stars and the Setting Sun
- 1999 : Listen
- 2001 : In a Heartbeat
- 2002 : My Shining Hour
- 2002 : All There Is
- 2003 : eBop
- 2005 : When I'm With You
- 2007 : Presence
- 2009 : Between 2 Worlds
- 2011 : Plain 'N' Simple
- 2013 : Silhouette
- 2016 : Unspoken